# Barthélemy Du Pan

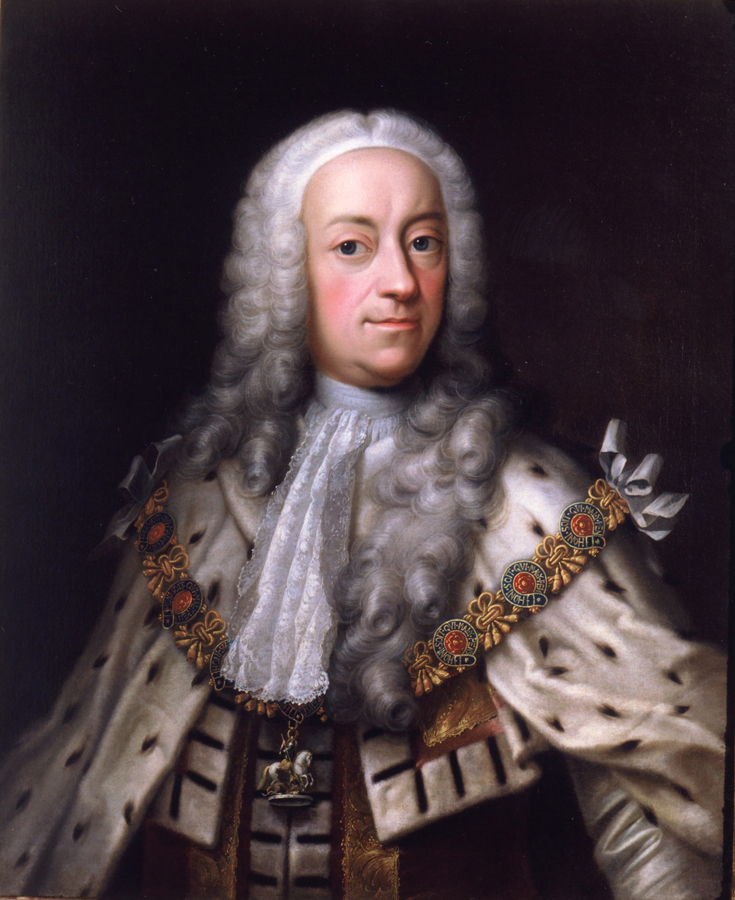
Porträt König George II.

Barthélemy Du Pan (* 18. August 1712 in Genf; † 4. Januar 1763 ebenda) war ein Genfer Porträtist. Er war tätig am niederländischen Königshaus von Oranien und am englischen Königshaus.

## Biografie
Barthélemy du Pan studierte wie viele Mitglieder seiner Familie anfangs Jura und wurde 1735 Rechtsanwalt. 1737 ging er nach Paris, um bei Charles Joseph Natoire Malerei zu studieren. Er setzte sein Studium in Rom fort. Nach dem Studium war er als Porträtmaler tätig. Er porträtierte Mitglieder der königlichen Familien in den Niederlanden und im Zeitraum von 1743 bis 1747 in England. 1743 heiratete Du Pan in Genf seine Cousine Marie Gallatin. 1750 kam er nach Dublin, wo er die Porträts von William Stanhope, 1. Earl of Harrington und von John Boyle, 5. Earl of Cork and of Orrey malte. Sein Beitritt 1757 zum Petit Conseil, der obersten Autorität der Genfer Regierung, beendete seine künstlerische Tätigkeit.
Seine Söhne André-Patrick und Jean-Antoine besuchten auf Veranlassung des Genfer Philosophen und Juristen Jean-Jacques Burlamaqui die neu gegründete öffentliche Zeichenschule, wo sie das Goldschmiedehandwerk erlernten. Barthelemy Du Pan wurde 1761 Treuhänder und starb zwei Jahre später.